# Lucas da Cruz Oliveira
Lucas da Cruz Oliveira, noto semplicemente come Oliveira (Rio de Janeiro, 2 febbraio 1996), è un calciatore brasiliano, difensore del Vasco da Gama.

## Caratteristiche tecniche
È un difensore centrale.

## Carriera
Cresciuto nel settore giovanile dei Tigres do Brasil, ha esordito con la prima squadra il 17 maggio 2014 disputando l'incontro del Campeonato Carioca Série B1 perso 2-0 contro il Ceres. Dopo altri due campionati disputati nello stato di Rio de Janeiro, nel gennaio 2018 è stato acquistato dal Bangu dove ha giocato un semestre nel campionato statale prima di trasferirsi in prestito all'Atlético Goianiense. Qui ha debuttato in Série B il 19 maggio seguente in occasione della sfida vinta 3-1 contro il Ponte Preta e si è in poco tempo ritagliato uno spazio fra i titolari convincendo il club a confermarlo al termine della stagione.
Nel 2019, dopo aver vinto il Campionato Goiano, ha ottenuto la promozione in Série A dove ha debuttato il 23 agosto 2020 in occasione dell'incontro perso 2-0 contro il Goiás.

## Statistiche
Statistiche aggiornate al 28 settembre 2020.

### Presenze e reti nei club
| Stagione                | Squadra                 | Campionato              | Campionato | Campionato | Coppe nazionali | Coppe nazionali | Coppe nazionali | Coppe continentali | Coppe continentali | Coppe continentali | Altre coppe | Altre coppe | Altre coppe | Totale | Totale | Totale |
| Stagione                | Squadra                 | Comp                    | Pres       | Reti       | Comp            | Pres            | Reti            | Comp               | Pres               | Reti               | Comp        | Pres        | Reti        | Pres   | Reti   |        |
| ----------------------- | ----------------------- | ----------------------- | ---------- | ---------- | --------------- | --------------- | --------------- | ------------------ | ------------------ | ------------------ | ----------- | ----------- | ----------- | ------ | ------ | ------ |
| 2014                    | Tigres do Brasil        | A/RJ                    | 1          | 0          |                 | -               | -               |                    | -                  | -                  |             | -           | -           | 1      | 0      |        |
| 2016                    | Tigres do Brasil        | A/RJ                    | 5          | 0          |                 | -               | -               |                    | -                  | -                  |             | -           | -           | 5      | 0      |        |
| 2017                    | Tigres do Brasil        | A/RJ+B/RJ               | 9+24       | 0+2        |                 | -               | -               |                    | -                  | -                  |             | -           | -           | 24     | 2      |        |
| Totale Tigres do Brasil | Totale Tigres do Brasil | Totale Tigres do Brasil | 30         | 2          |                 | -               | -               |                    | -                  | -                  |             | -           | -           | 30     | 2      |        |
| 2018                    | Bangu                   | A/RJ                    | 11         | 0          |                 | -               | -               |                    | -                  | -                  |             | -           | -           | 11     | 0      |        |
| 2018                    | Atl. Goianiense         | PD/GO+B                 | 0+23       | 1          | CB              | 0               | 0               |                    | -                  | -                  |             | -           | -           | 23     | 1      |        |
| 2019                    | Atl. Goianiense         | PD/GO+B                 | 11+25      | 1+1        | CB              | 1               | 0               |                    | -                  | -                  |             | -           | -           | 37     | 2      |        |
| 2020                    | Atl. Goianiense         | PD/GO+A                 | 8+5        | 1+1        | CB              | 5               | 0               |                    | -                  | -                  |             | -           | -           | 18     | 2      |        |
| Totale carriera         | Totale carriera         | Totale carriera         | 113        | 7          |                 | 6               | 0               |                    | -                  | -                  |             | -           | -           | 119    | 7      |        |

## Palmarès
- Campionato Goiano: 1

Atl. Goianiense: 2019